# Loretta Gregorini
Loretta Gregorini (nacida en 1948) es una astrónoma italiana, activa en los campos de la radioastronomía y la cosmología observacional. El planetoide 34004 Gregorini fue nombrado en su honor.